# Swift Current—Maple Creek
Swift Current—Maple Creek (initialement connue sous le nom de Swift Current) fut une circonscription électorale fédérale de la Saskatchewan, représentée de 1917 à 1988.
La circonscription de Swift Current a été créée en 1914 d'une partie de Moose Jaw. En 1953, Swift Current devint Swift Current—Maple Creek. Abolie en 1987, elle fut fusionnée avec la circonscription d'Assiniboia pour créer Swift Current—Maple Creek—Assiniboia.

## Députés
1. 1917-1921 — Ira Eugene Argue, Unioniste
2. 1921-1925 — Arthur John Lewis, PPC
3. 1925-1940 — Charles Edward Bothwell, PLC
4. 1940-1945 — Roy Theodore Graham, PLC
5. 1945-1949 — Thomas J. Bentley, CCF
6. 1949-1953 — Harry B. Whiteside, PLC
7. 1953-1958 — Irvin Studer, PLC
8. 1958-1972 — Jack McIntosh, PC
9. 1972-1984 — Frank Hamilton, PC
10. 1984-1988 — Geoff Wilson, PC

- CCF = Co-Operative Commonwealth Federation
- PC = Parti progressiste-conservateur
- PLC = Parti libéral du Canada
- PPC = Parti progressiste du Canada